# Guglielmo Michieli
Guglielmo Michieli, talvolta indicato come Micheli (Padova, 11 marzo 1855 – Cremona, 14 dicembre 1944), è stato uno scultore italiano.

## Biografia
Figlio del fonditore Giuseppe, compì gli studi all'Accademia di belle arti di Venezia.
Vinse il concorso per l'esecuzione nel 1866 del Monumento a Garibaldi ad Udine.
L'anno successivo si trasferì a Cremona per insegnare scultura all'Istituto Ala Ponzone Cimino.
Nel 1879 vinse il concorso per la statua di Vittorio Emanuele II a Mirano.
Nel 1883 fu autore del medaglione bronzeo per la lapide inaugurata a Chioggia nel primo anniversario dalla morte di Giuseppe Garibaldi.
Sempre nel 1883, realizzò i busti marmorei di Vittorio Emanuele II e di Giuseppe Garibaldi per la Loggia municipale di Badia Polesine.

## Esposizioni
- 1880: Promotrice di Belle Arti, Torino (Ragazzo del popolo)
- 1881: Milano (L'orfanella, Il pescatore)
- 1883: Roma (Sguazzero)
- 1887: Venezia (Andata a Superga, Ritorno da Superga, Garibaldino, Humani generis redemptor)
- 1894: Triennale dell'Accademia di Brera, Milano (Trombettiere ad Agordat, Una partita).[2]

## Opere
Autore opere di genere, religiose e funerarie. Tra quest'ultime, il fregio Funerale romano per la Cappella del cimitero di Cremona.